# Killzone (seria)
Killzone – seria gier komputerowych stworzona przez holenderskie studio Guerrilla Games i wydawana wyłącznie na konsole do gier firmy Sony. Pierwszą częścią serii była Killzone, którą wydano w 2004 roku na konsolę PlayStation 2, a najnowszą, szóstą, jest Killzone: Shadow Fall, która ukazała się w 2013 roku na PlayStation 4.

## Rozgrywka
Seria gier przedstawia zmagania sił Interplanetary Strategic Alliance (w skrócie ISA) z Imperium Helghan. Głównymi bohaterami są: kpt./płk. Jan Templar i sierż. Tomas Sevchenko, natomiast ich wrogami są żołnierze Imperium Helghan pod wodzą Scolara Visariego, a po jego śmierci pod dowództwem admirała Orlocka i Jorhana Stahla.
Wszystkie gry, z wyjątkiem Killzone: Liberation, prezentowane są w widoku z pierwszej osoby. Gracz może przenosić ze sobą trzy rodzaje broni naraz. Możliwa jest zamiana posiadanej broni zarówno na broń zdobyczną, jak i broń rozmieszczoną na mapach. W grze wieloosobowej gracze mogą walczyć na mapach o pojemności do 16 graczy (Killzone), 32 graczy (Killzone 2) i 24 graczy (Killzone 3).

## Gry z serii

### Killzone
Gra, wydana w 2004 roku, przedstawia wydarzenia z ataku sił Imperium Helghan na planetę Vectę. Kapitan Jan Templar ma za zadanie bronić planety, poznaje tutaj również pozostałych bohaterów serii.

### Killzone: Liberation
W grze, wydanej w 2006 roku, przedstawiona jest dalsza część konfliktu o Vectę. Po zdobyciu części planety dowództwo Helghan wysyła na nią generała Armina Metraca, który poprzez brutalne metody postępowania ma przejąć inicjatywę na froncie. Kapitan Templar ma za zadanie odbić grupę więźniów przetrzymywanych przez generała.

### Killzone 2
Gra, wydana w 2009 roku, kontynuuje wydarzenia z poprzednich części. Po odparciu ataku Helghan na Vectę, siły ISA atakują macierzystą planetę Imperium, by porwać jej przywódcę i zmusić do zakończenia działań wojennych. Jan Templar awansował na pułkownika i dowodzi flotą ISA. Głównym bohaterem jest Tomas "Sev" Sevchenko, który został przydzielony do specjalnej grupy szturmowej mającej zlikwidować zagrożenie ze strony Helghan.

### Killzone 3
Gra z serii, wydana w 2011 roku, bezpośrednio kontynuuje wydarzenia z Killzone 2. Natarcie sił ISA załamało się. Najwyższym stopniem oficerem, który przeżył, jest kpt. Jason Narville, którego zadaniem jest ewakuacja pozostałych oddziałów. Bohaterowie, uwięzieni w ogniu walczących ze sobą frakcji, mają za zadanie wydostać się z okrążenia.

### Killzone Najemnik
Gra wydana na PlayStation Vita, której premiera odbyła się w 4 września 2013 roku. Gracz wciela się w najemnika, który wykonuje misje zarówno ISA, jak i Helganu zależnie od tego, kto go wynajmie.

### Killzone: Shadow Fall
Pierwsza odsłona na konsolę PlayStation 4 wydana 15 listopada 2013 roku.